# Russell Mirasty
Russell Mirasty, né en 1956 ou 1957 à La Ronge en Saskatchewan, est un policier et homme politique saskatchewanais (canadien).
Il est le 23e lieutenant-gouverneur de la Saskatchewan de 2019 à 2025. Il est le premier autochtone à occuper cette fonction dans la province.

## Biographie

### Vie privée
Mirasty est membre de la bande indienne de Lac La Ronge. Sa langue maternelle est le cri des bois,,.
Lui et sa femme Donna ont deux enfants et vivent à La Ronge, au moment de sa nomination comme lieutenant-gouverneur.

### Carrière à la GRC
Mirasty fait carrière à la Gendarmerie royale du Canada (GRC) pendant trente-six ans, de 1976 à 2013. Lors de son passage à la division Dépôt de l'École de la GRC, il est l’un des deux seuls cadets autochtones de sa troupe. Après avoir obtenu son diplôme, il sert dans sept des dix provinces du Canada et effectue un échange professionnel avec la police du Territoire du Nord en Australie. Mirasty agit comme aide de camp bénévole auprès des anciens lieutenants-gouverneurs de la Saskatchewan. Il est nommé commissaire adjoint et commandant de la Division « F » en 2010, devenant ainsi le premier agent autochtone de la GRC à diriger une division,,.
Après sa retraite de la GRC, Mirasty est bénévole auprès de plusieurs organismes communautaires, particulièrement en lien avec l'éducation dans la province. En 2017, il reçoit la Médaille du service méritoire.

### Lieutenant-gouverneur de la Saskatchewan
Il est nommé lieutenant-gouverneur de la Saskatchewan par la gouverneure générale Julie Payette, sur avis du premier ministre du Canada, Justin Trudeau, le 17 juillet 2019. Mirasty prête serment le jour suivant, et occupe le poste laissé vacant par la mort en fonction de Thomas Molloy le 2 juillet. Il est le premier autochtone à occuper cette fonction dans la province. Sa nomination est accueillie favorablement par les dirigeants autochtones de la province.

## Honneurs
Au cours de sa vie, Russell Mirasty reçoit les honneurs suivants : la Médaille du jubilé d'or (2002), la Médaille du jubilé de diamant (2012) la Médaille du jubilé de platine de la reine Élisabeth II (2022), la Médaille d’ancienneté de la Gendarmerie royale du Canada (2012), la Médaille du service méritoire (2017), l'Ordre de Saint-Jean (2020), l'Ordre du mérite de la Saskatchewan (2019) ainsi que la Médaille du couronnement de Charles III (2024). 